# Alcedo coerulescens
Alcedo coerulescens е вид птица от семейство Alcedinidae. Видът е незастрашен от изчезване.

## Разпространение
Разпространен е в Индонезия.